# Distretto di Jinkouhe
Il distretto di Jinkouhe (金口河区S, Jīnkǒuhé QūP) è un distretto della Cina, situato nella provincia di Sichuan e amministrato dalla prefettura di Leshan.